# Alves
Alves ist ein Familienname.

## Herkunft und Bedeutung
Alves ist ein ursprünglich patronymisch gebildeter portugiesischer Familienname mit der Bedeutung „Sohn des Álvaro“.

## Namensträger

### A
- Acácio Rodrigues Alves (1925–2010), brasilianischer Geistlicher, römisch-katholischer Bischof von Palmares
- Adson Alves da Silva (* 1982), brasilianischer Fußballspieler
- Afonso Alves (* 1981), brasilianischer Fußballspieler
- Agostinho Alves Ramos († 1853), brasilianischer Politiker
- Ailton Cesar Junior Alves da Silva (1994–2016), brasilianischer Fußballspieler
- Alex Alves (1974–2012), brasilianischer Fußballspieler
- Alessandro Diogo Alves (* 1983), brasilianischer Fußballspieler
- Alfredo Alves (1904–1975), brasilianischer Fußballspieler
- Américo Manuel Alves Aguiar (* 1973), portugiesischer Geistlicher, Bischof von Setúbal, Kardinal
- Anastácio Alves, portugiesischer katholischer Geistlicher, siehe Sexueller Missbrauch in der römisch-katholischen Kirche nach Ländern
- André Filipe Alves Monteiro (* 1988), portugiesischer Fußballspieler, siehe Ukra (Fußballspieler)
- André Filipe Saraiva Alves (* 1997), portugiesischer Handballspieler
- Andressa Alves (* 1992), brasilianische Fußballspielerin
- Antóninho Baptista Alves, Widerstandskämpfer, Museumsdirektor und Politiker aus Osttimor
- Augusto Alves da Rocha (* 1933), brasilianischer Geistlicher, Bischof von Floriano
- Augusto César Alves Ferreira da Silva (* 1932), portugiesischer Ordensgeistlicher, Bischof von Portalegre-Castelo Branco

### B
- Bernardo Alves (* 1974), brasilianischer Springreiter
- Bill Alves (* 1960), US-amerikanischer Komponist und Multimediakünstler
- Bruno Alves (* 1981), portugiesischer Fußballspieler
- Bruno Alves de Souza (* 1992), brasilianischer Fußballspieler
- Bruno Fabiano Alves (* 1991), brasilianischer Fußballspieler

### C
- Camila Alves (* 1982), brasilianisches Model und Moderatorin
- Carmélia Alves (1923–2012), brasilianische Sängerin
- Carolina Alves (* 1996), brasilianische Tennisspielerin
- Carlos Alves (Fußballspieler, 1903) (1903–1970), portugiesischer Fußballspieler
- Carlos Alves (Fußballspieler, II), angolanischer Fußballspieler
- Carlos Alberto Alves Garcia (* 1982), portugiesischer Fußballspieler, siehe Carlitos (Fußballspieler, 1982)
- Carlos Augusto Santana Alves (* 1947), US-amerikanischer Musiker mexikanischer Herkunft, siehe Carlos Santana
- Carlos Eduardo de Oliveira Alves (* 1989), brasilianischer Fußballspieler
- Carlos Zíngaro Alves (* 1948), portugiesischer Musiker, siehe Carlos Zingaro
- Célio Alves Dias (* 1971), macauischer Autorennfahrer
- Cícero Alves de França (* 1975), brasilianischer Geistlicher, Weihbischof in São Paulo
- Ciro Henrique Alves Ferreira e Silva (* 1989), brasilianischer Fußballspieler
- Clarinha Alves, osttimoresische Politikerin
- Cristèle Alves Meira (* 1983), französisch-portugiesische Regisseurin

### D
- Damares Alves (* 1964), brasilianische Pastorin und Politikerin
- Dani Alves (* 1983), brasilianisch-spanischer Fußballspieler
- Daniel Alves (Fußballspieler, 2002) (* 2002), brasilianischer Fußballspieler
- Daniel Jorge Alves (* 1969), portugiesischer Ruderer
- Daniela Alves Lima (* 1984), brasilianische Fußballspielerin
- Danilo Almeida Alves (* 1991), brasilianischer Fußballspieler
- David Alves (* 1981), Radrennfahrer aus Trinidad und Tobago
- Diego Alves (* 1985), brasilianischer Fußballtorhüter
- Diego Oliveira Alves (* 1987), brasilianischer Fußballspieler
- Domingas Álves da Silva (* 1964), osttimoresische Politikerin
- Domingos Alves, Führer der Protestantischen Kirche in Osttimor
- Domingos Sarmento Alves, osttimoresischer Politiker und Diplomat

### E
- Edmilson Alves (Edmilson; * 1976), brasilianischer Fußballspieler
- Edmundo Alves de Souza Neto (* 1971), brasilianischer Fußballspieler, siehe Edmundo (Fußballspieler, 1971)
- Edson Décimo Alves Araújo († 2014), brasilianischer Fußballspieler
- Edvaldo Alves de Santa Rosa (1934–2002), brasilianischer Fußballspieler, siehe Dida (Fußballspieler, 1934)
- Elivélton Alves Rufino (Elivélton; * 1971), brasilianischer Fußballspieler
- Émerson Henrique Alves (Tico; * 1976), brasilianischer Fußballspieler
- Eva-Maria Alves (1940–2021), deutsche Schriftstellerin

### F
- Fábio Alves Félix (* 1980), brasilianischer Fußballspieler
- Faustina Fernandes Inglês de Almeida Alves (* 1956), angolanische Politikerin
- Feliciano Alves, osttimoresischer Politiker
- Felipe Meligeni Alves (* 1998), brasilianischer Tennisspieler
- Fernanda Berti Alves (* 1985), brasilianische Volleyball- und Beachvolleyballspielerin
- Fernando Alves Aldeia, portugiesischer Offizier und Kolonialgouverneur
- Francisco de Morais Alves (1898–1952), brasilianischer Sänger
- Francisco Alves (Wasserballspieler) (* 1923), portugiesischer Wasserballspieler
- Frederik Alves (* 1999), dänisch-brasilianischer Fußballspieler

### G
- Gabriela Alves (Schauspielerin) (* 1972), brasilianische Schauspielerin
- Gabriela Alves (Politikerin), osttimoresische Politikerin
- Genoveva Ximenes Alves, osttimoresische Frauenrechtlerin und Lehrerin
- Geraldo Washington Regufe Alves (* 1980), portugiesischer Fußballspieler
- Gerardo Alves (* 1980), portugiesischer Fußballspieler
- Gil da Costa Alves (1958–2019), osttimoresischer Politiker
- Gilberto Alves (* 1950), brasilianischer Fußballspieler
- Gilson César Santos Alves (* 1990), brasilianischer Fußballspieler
- Gorgônio Alves da Encarnação Neto (* 1949), brasilianischer Ordensgeistlicher, Bischof von Itapetininga
- Guilherme de Cássio Alves (* 1974), brasilianischer Fußballspieler

### H
- Hélio Alves (* 1966), brasilianischer Jazzpianist
- Hermenegildo Alves (1941–1979), osttimoresischer Politiker und Freiheitskämpfer
- Hermenegildo Gonçalves Alves da Cruz, osttimoresischer Polizist

### J
- Jacinto Alves (* 1957), osttimoresischer Unabhängigkeitsaktivist
- Jádson Alves (* 1993), brasilianischer Fußballspieler
- Jailson Severiano Alves (* 1984), brasilianischer Fußballspieler
- Jamora Alves (* 2003), grenadische Leichtathletin
- Jemina Alves (* 1964), brasilianische Judoka
- João Alves (Bischof) (1925–2013), portugiesischer Bischof
- João Alves (Fußballspieler, 1952) (* 1952), portugiesischer Fußballtrainer
- João Alves (Astronom) (* 1968), portugiesischer Astronom
- João Alves (Fußballspieler, 1980) (* 1980), portugiesischer Fußballspieler
- João Batista Alves do Nascimento (* 1972), brasilianischer Ordensgeistlicher, Bischof von Barra
- João Alves dos Santos (1956–2015), brasilianischer Geistlicher, Bischof von Paranaguá
- João Luiz Alves Soares (* 1999), brasilianischer Fußballspieler
- João Baptista Alves, osttimoresischer Politiker
- João Muniz Alves (* 1961), brasilianischer Ordensgeistlicher, Bischof von Xingu-Altamira
- Joe Alves (* 1936), US-amerikanischer Filmarchitekt
- Jorge Alves (* 1979), US-amerikanischer Eishockeytorwart
- Jorge Alves Bezerra (* 1955), brasilianischer Ordensgeistlicher, Bischof von Jardim
- José Alves (Rennfahrer), brasilianischer Automobilrennfahrer
- José Alves da Costa (1939–2012), brasilianischer Ordensgeistlicher, Bischof von Corumbá
- José Alves Matoso (1860–1952), portugiesischer Geistlicher, Bischof von Guarda
- José Alves dos Santos (1934–2021), brasilianischer Fußballspieler
- José Alves de Sà Trindade (1912–2005), brasilianischer Geistlicher, Bischof von Montes Claros
- José de Queirós Alves (* 1941), portugiesischer Ordensgeistlicher, Erzbischof von Huambo
- José Francisco Sanches Alves (* 1941), portugiesischer Geistlicher, Erzbischof von Évora
- Josemari Alves (* 1979), brasilianische Beachvolleyballspielerin
- Juan Alves (Radsportler) (1939–2009), argentinischer Radrennfahrer
- Juan Antonio Guerrero Alves (* 1959), spanischer Ordensgeistlicher und Kurienbeamter
- Júlio Regufe Alves (* 1991), portugiesischer Fußballspieler

### K
- Katja Alves (* 1961), Schweizer Schriftstellerin

### L
- Laura Alves (1921–1986), portugiesische Schauspielerin
- Leandro Maria Alves (* 1974), osttimoresischer römisch-katholischer Geistlicher und Bischof von Baucau
- Leonel Alves (* 1993), andorranischer Fußballspieler
- Lúcia Alves (Schauspielerin) (* 1948), brasilianische Schauspielerin
- Lúcia Alves (Fußballspielerin) (* 1997), portugiesische Fußballspielerin
- Luís Alves (Fußballspieler, 1967) (Luís Roberto Alves dos Santos Gavranic; * 1967), mexikanischer Fußballspieler
- Luís Alves (Fußballspieler, 1971) (Luís Manuel Rodrigues Alves; * 1971), portugiesischer Fußballspieler
- Luís Alves (Filmemacher), portugiesischer Filmemacher
- Luis Alves (Schauspieler) (* 1990), kapverdischer Schauspieler
- Luís Alves de Lima e Silva, Herzog von Caxias (1803–1880), brasilianischer Marschall
- Luís Paulo Alves (* 1961), portugiesischer Politiker (PS)
- Luis Roberto Alves (* 1967), mexikanischer Fußballspieler
- Luiz Alves (* 1944), brasilianischer Musiker

### M
- Manuel Marinho Alves (Maneca; 1926–1961), brasilianischer Fußballspieler
- Marcelo Araújo Alves (* 1994), deutsch-brasilianischer Sänger
- Marcos Paulo Alves (* 1977), brasilianischer Fußballspieler, siehe Marcos Paulo (Fußballspieler, 1977)
- Maria Alves (Schauspielerin) (1947–2008), brasilianische Schauspielerin
- Maria Alves (Fußballspielerin) (* 1993), brasilianische Fußballspielerin
- Maria Clara Correia Alves (1869–1948), portugiesische Journalistin, Aktivistin und Suffragette
- Maria Domingas Alves (* 1959), osttimoresische Politikerin
- Maria Fernanda Alves (* 1983), brasilianische Tennisspielerin
- Maria Olandina Isabel Caeiro Alves (1956–2025), osttimoresische Beamtin, Diplomatin und Frauenrechtlerin
- Maria Thereza Alves (* 1961), brasilianische Künstlerin
- Marins Alves de Araújo Viana (1909–1972), brasilianischer Fußballspieler
- Mário Gibson Alves Barboza (1918–2007), brasilianischer Diplomat
- Mateus Alves (* 2001), brasilianischer Tennisspieler
- Matheus Alves (* 1993), brasilianischer Fußballspieler
- Mélissa Alves (* 1993), französische Squashspielerin
- Michelle Alves (* 1978), brasilianisches Model
- Monica Hickmann Alves (* 1987), brasilianische Fußballspielerin

### N
- Nuno Alves (* 1973), portugiesischer Gewichtheber

### O
- Orestes Júnior Alves (* 1981), brasilianischer Fußballspieler

### P
- Pascásio de Rosa Alves (* 1983), osttimoresischer Jurist

- Paulo Alves Romão (* 1964), brasilianischer Geistlicher, Weihbischof in São Sebastião do Rio de Janeiro
- Paulo Célio Alves, portugiesischer Biologe
- Paulo Martins Alves (* 1969), portugiesischer Fußballspieler

- Pinto Alves (* 1937), portugiesischer Badmintonspieler
- Pio Gonçalo Alves de Sousa (* 1945), portugiesischer Geistlicher, Weihbischof in Porto

### R
- Rafael Alves (Schauspieler), portugiesischer Schauspieler
- Rafael Alves (Fußballspieler, 1985) (* 1985), brasilianischer Fußballspieler
- Rafael Alves (Schiedsrichter) (* 1996), brasilianischer Fußballschiedsrichter

- Raimundo Alves (* 1950), brasilianischer Boxer
- Renan da Silva Alves (* 1992), brasilianischer Fußballspieler
- Réver Humberto Alves Araújo (* 1985), brasilianischer Fußballspieler, siehe Réver
- Ricardo Alves (Leichtathlet) (* 1981), portugiesischer Leichtathlet
- Ricardo Alves (Fußballspieler, 1991) (* 1991), portugiesischer Fußballspieler
- Ricardo Alves (Fußballspieler, 1993) (* 1993), portugiesischer Fußballspieler
- Ricardo Alves (Blindenfußballspieler), brasilianischer Blindenfußballspieler
- Roberto Alves (* 1997), schweizerisch-portugiesischer Fußballspieler
- Romário Alves (* 1994), brasilianischer Fußballspieler
- Rubem Alves (1933–2014), brasilianische Theologe, Philosoph und Psychoanalytiker
- Ruben Alves (* 1980), französisch-portugiesischer Regisseur und Schauspieler
- Rui Baltazar dos Santos Alves (1933–2024), mosambikanischer Politiker und Jurist

### S
- Sam Alves (* 1989), brasilianischer Popsänger
- Suzana Alves (* 1978), brasilianische Schauspielerin, Sängerin, Tänzerin und Model

### T
- Thiago Alves (* 1982), brasilianischer Tennisspieler
- Thiago Soares Alves (* 1986), brasilianischer Volleyballspieler
- Tiago Alves (Fußballspieler, 1993) (* 1993), brasilianischer Fußballspieler
- Tiago André Alves Rocha (* 1985), portugiesischer Handballspieler

### V
- Venancio Alves Maria, osttimoresischer Beamter
- Victor Alves (* 1994), brasilianischer Fußballspieler
- Victor Manuel Alves, osttimoresischer Politiker
- Vítor Alves (1935–2011), portugiesischer Offizier und Politiker
- Vitória Alves (* 1998), brasilianische Hürdenläuferin

### W
- Wanderley Alves dos Reis (Wando; 1945–2012), brasilianischer Musiker
- Weslley Smith Alves Feitosa (* 1992), brasilianischer Fußballspieler
- William Alves (* 1988), brasilianischer Fußballspieler
- Wilson Francisco Alves (1927–1998), brasilianischer Fußballspieler und -trainer

### Y
- Yedda Alves (1929–2012), brasilianische Schauspielerin

## Sonstiges
- Alves (Schottland), Ort in Schottland
- Alves-Syndrom, Fehlbildung der Haut oder des Skeletts